# یاس‌سنت‌لاسلو
یاس‌سنت‌لاسلو (به مجاری:  Jászszentlászló) یک منطقهٔ مسکونی در مجارستان است که در ناحیه کیش‌کون‌مایشا واقع شده‌است. یاس‌سنت‌لاسلو ۶۰٫۳۴ کیلومتر مربع مساحت و ۲٬۶۳۲ نفر جمعیت دارد.